# Lucjan
Lucjan je moško osebno ime.

## Izvor imena
Ime Lucjan izhaja iz latinskega imena Lucianus, ki je izpeljanka iz imena Lucius le to ime pa razlagajo z latinsko besedo lux, v rodilniku lucis v pomenu besede »svetloba, svetlost, sijaj, življenje, razjasnjenje«.

## Pogostost imena
Po podatkih Statističnega urada Republike Slovenije je bilo na dan 31. decembra 2007 v Sloveniji število moških oseb z imenom Lucjan: 40.

## Osebni praznik
V koledarju je ime Lucjan zapisano 7. januarja (Lucijan, Antiohijski mučenec, † 7. jan. 312) in 26. oktobra (Lucijan, Nikomedijski mučenec, † 26. okt. 205).